# 左旋布诺洛尔

二氢左旋布诺洛尔，左旋布诺洛尔的主要代谢产物和体内活性物质

左旋布诺洛尔（英語：bunolol）是一种含氮有机化合物，化学式为C17H25NO3，是布诺洛尔的两种对映异构体之一，可作为β受体阻滞剂。